# PTW Women’s Championship
PTW Women’s Championship – kobiecy tytuł mistrzowski profesjonalnego wrestlingu stworzony przez polską federację Prime Time Wrestling. Mistrzostwo jest najwyższym wyróżnieniem kobiecym w federacji. Inauguracyjną i zarazem obecną mistrzynią jest Mercedes Moné.

## Historia
Tytuł został po raz pierwszy wspomniany na PTW #5: Gold Rush i oficjalnie ogłoszony przez właściciela i dyrektora generalnego PTW, Arkadiusza Pawłowskiego, w wywiadzie z grudnia 2024 roku dla kanału MyWrestling na YouTube. Pawłowski stwierdził, że turniej odbędzie się w trakcie kilku gal, aby wyłonić inauguracyjną mistrzynię. Turniej rozpoczął się na PTW: Nowe Porządki i był kontynuowany w tempie jednej walki na galę. Przejrzystość była niewielka i nigdy nie przedstawiono oficjalnej drabinki, co wymagało przyjęcia pewnych założeń. Po walkach pierwszej rundy pozostały cztery pretendentki: Diana Strong, Betty Boa, Heidi Katrina i Lucia Lee. Do lipca 2025 roku odbył się tylko jeden półfinał pomiędzy Dianą Strong, Betty Boa i Hannah Taylor na Złoto Dla Zuchwałych.
Przed galą PTW: All About the Moné, włoska organizacja BestYa Slam opublikowała w swoich mediach społecznościowych wywiad z Dianą Strong, w którym opowiadała ona o swoim nadchodzącym pojedynku z Mercedes Moné. Wspomniano o mistrzostwach, które miały być przedmiotem rywalizacji, pokazanych na linach ringu w tle: BestYa Women’s Championship i PTW Women’s Championship. Sugerowało to, że turniej został mocno zmieniony, a nawet skutecznie odwołany, ponieważ Diana była jedyną osobą zakwalifikowaną do finału do tego momentu. Na tej gali, w swoim debiucie w PTW, Mercedes Moné miała zmierzyć się z Dianą Strong o inauguracyjne mistrzostwo BestYa Women’s Championship. Podczas gali GM Pawłowski ogłosił, że turniej kobiet nie odbędzie się, ponieważ nieujawniona zawodniczka (jedna lub obie z pozostałych półfinalistek: Heidi Katrina lub Lucia Lee) jest kontuzjowana i niedostępna. Tym samym o tytuł walczyły Moné i Strong. Uczestniczki usunięte z turnieju miały otrzymać swoje title shoty później. Moné wygrała w konkurencyjnym main evencie, zdobywając oba tytuły mistrzowskie i zostając inauguracyjną mistrzynią kobiet PTW.

## Panowania
Stan na 2 sierpnia 2025.
| Nr        | Ogólny numer panowania                                       |
| Panowanie | Liczba panowań konkretnego mistrza                           |
| Dni       | Liczba dni panowania                                         |
| +         | Oznacza, że liczba dni w posiadaniu wzrasta z kolejnym dniem |

| Nr | Mistrz        | Zmiana mistrza     | Zmiana mistrza          | Zmiana mistrza | Statystyki panowania | Statystyki panowania | Notka | Odn.  |
| Nr | Mistrz        | Data               | Gala                    | Miejsce        | Panowanie            | Dni                  | Notka | Odn.  |
| -- | ------------- | ------------------ | ----------------------- | -------------- | -------------------- | -------------------- | --- | ----- |
| 1  | Mercedes Moné | 27 lipca 2025(dts) | PTW: All About the Moné | Kozłów, Polska | 1                    | 6+                   | Pokonała Dianę Strong w walce gdzie BestYa Women’s Championship również było na szali, zostając inauguracyjną mistrzynią. | [ 5 ] |